# Kafr Jammal
Kafr Jammal (àrab: كفر جمّال, Kafr Jammāl) és una vila palestina de la governació de Tulkarem, a Cisjordània, a mig camí entre Qalqilya i Tulkarem. Segons l'Oficina Central Palestina d'Estadístiques tenia 2.843 habitants el 2016 La vila es dedica principalment a l'agricultura, principalment d'olivera i cítrics. Kafr Jammal es troba a una altitud de 257 metres, i limita amb Falamya a l'oest, Kafr Zibad a l'est, Jayyous al sud i Kafr Sur al nord.

## Història
S'hi ha trobat ceràmica d'època romana d'Orient.

### Època otomana
El poble va ser incorporat a l'Imperi Otomà amb la resta de Palestina en 1517. En 1596, en els registres d'impostos otomans van aparèixer situada a la nàhiya de Bani Sa'b, al sanjak de Nablus. Tenia una població de 17 llars i 13 solters, tots musulmans. Pagaven un impost fix del 33.3% en productes agrícoles, incloent blat, ordi, cultius d'estiu, oliveres, cabres i ruscs, a més d'ingressos ocasionals i una premsa per a oli d'oliva o xarop de raïm; un total d'11.074 akçe.
En 1838, Kefr Jemmal fou registrada com una vila de l'àrea de Beni Sa'ab, a l'oest de Nablus. En 1882 el Survey of Western Palestine (SWP) del Fons per a l'Exploració de Palestina va descriure Kefr Jemmal com «un petit poble de pedra en un monticle, amb cisternes.»

### Època del Mandat Britànic
Segons el cens organitzat en 1922 per les autoritats del Mandat Britànic, Kafr Jammal tenia 396 musulmans, incrementats en el cens de Palestina de 1931 a 498 persones, tots musulmans, vivint en 109 cases.
En 1945 la població de Kafr Jammal era de 690 musulmans, amb 14.945 dúnams de terra segons un cens oficial de terra i població. D'aquests, 1,702 dúnams eren plantacions i terra de rec, 4,451 eren usats per cereals, mentre que 19 dúnams eren sòl urbanitzat.

### Després de 1948
Després de la de la Guerra araboisraeliana de 1948, i després dels acords d'Armistici de 1949, Zeita va restar en mans de Jordània. Després de la Guerra dels Sis Dies el 1967, ha estat sota ocupació israeliana.

## Galeria d'imatges

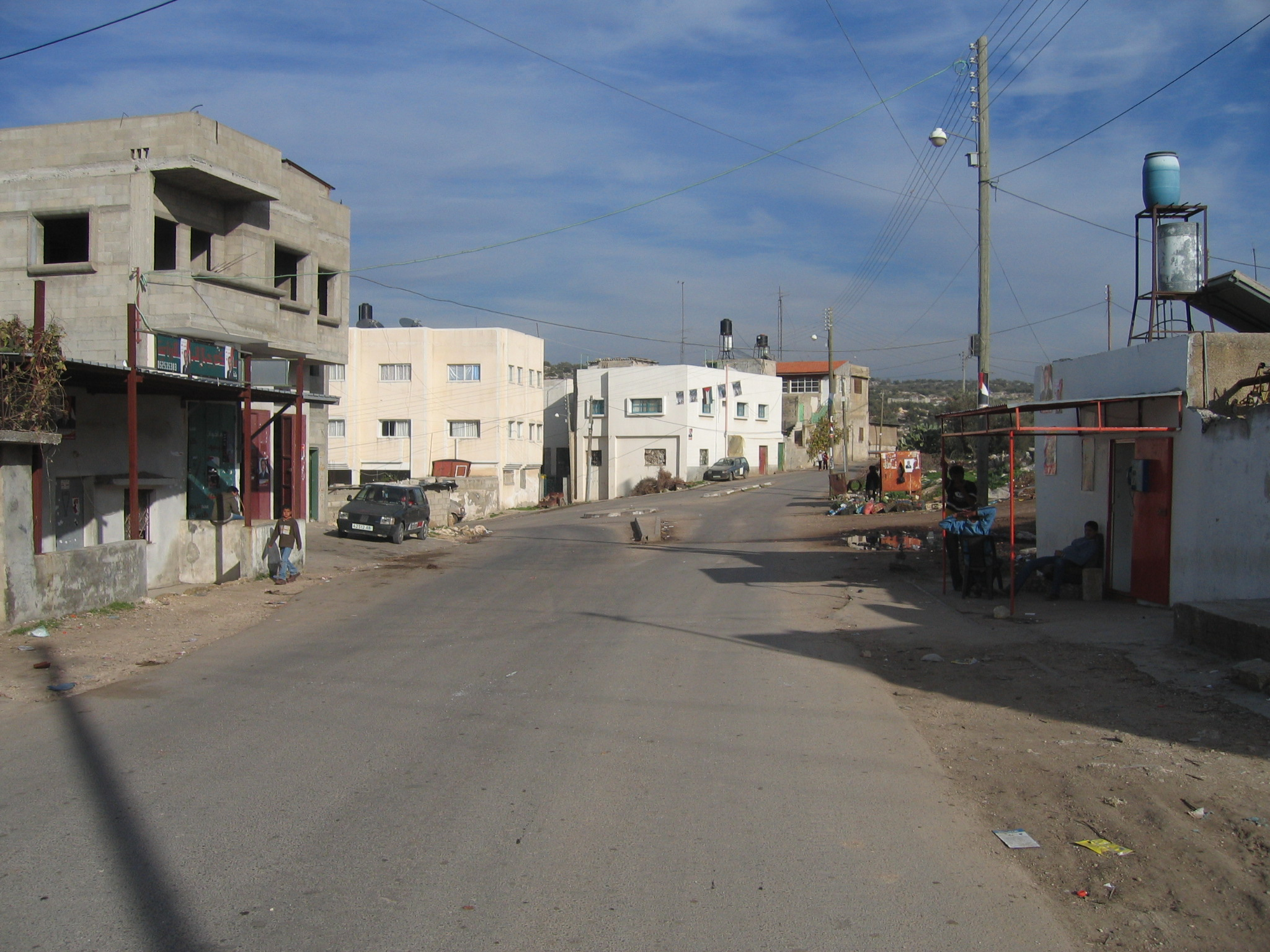
Centre de la vila
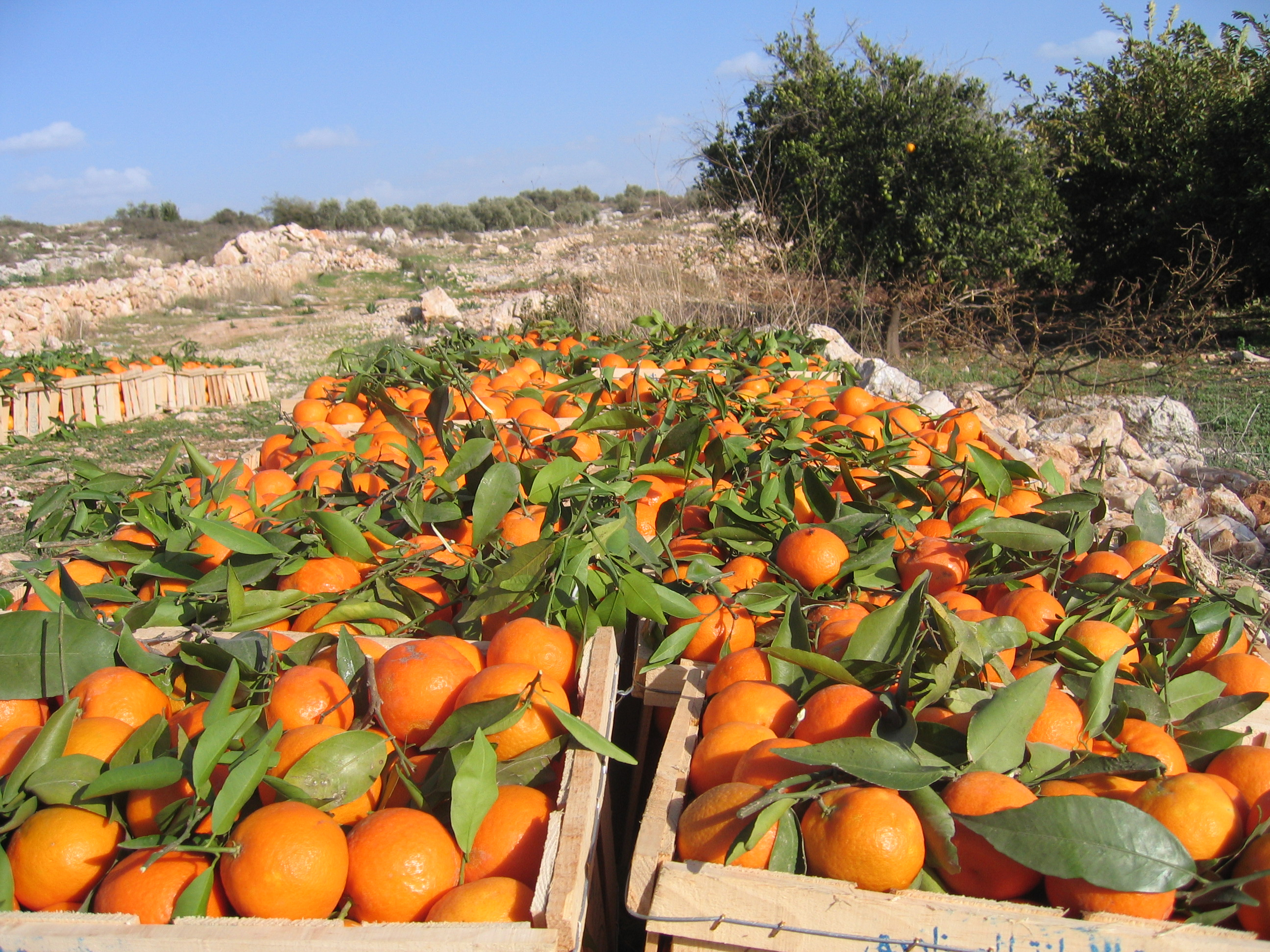
Collita de taronges
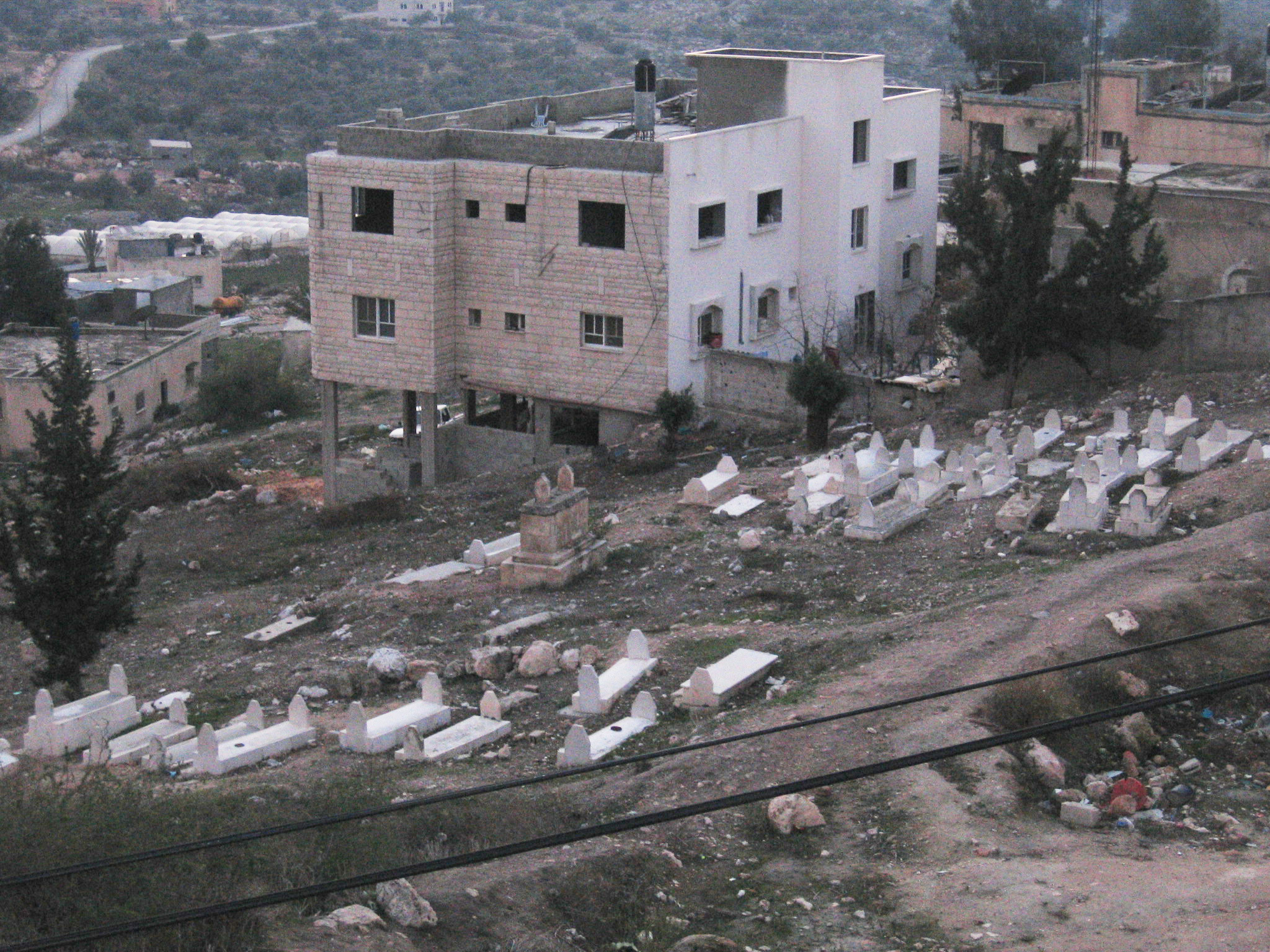
Cementiri local